# Guillaume Costentin
Pour les articles homonymes, voir Guillaume.
Guillaume Costentin, né le 24 mai 1982 à Vire, dans le Calvados, est un ancien joueur français de basket-ball reconverti comme directeur sportif. Il évoluait au poste d'arrière.

## Biographie

### Carrière entre Poitiers et Évreux
Homme de deux clubs (Poitiers Basket 86 et ALM Évreux Basket), Guillaume Costentin connaîtra deux montées avec Poitiers en Pro B (2006) puis Pro A (2009) et sera finaliste des playoffs d'accession avec Évreux en 2016.
En juin 2016, faute d'avoir pu trouver un accord avec le club, il quitte l'ALM Évreux après cinq saisons pour s'engager à la Rochelle. 

### Carrière de dirigeant
À l'issue de la saison 2018-2019, il met un terme à sa carrière pour devenir manager général du Stade Rochelais Rupella. Il est finalement remercié avant la fin de sa période d'essai. Le 23 mai 2020, il devient le directeur sportif de l'équipe féminine des Flammes Carolo en LFB.
En mars 2023, il rejoint le Cholet Basket en Betclic Élite.

## Clubs Successifs
- 2001 - 2003 :  ASB Châtellerault (NM2)
- 2003 - 2011 :  Poitiers Basket 86 (NM1/Pro B/Pro A)
- 2011 - 2016 :  ALM Évreux Basket (Pro B)
- 2016 - 2019 :  Rupella Basket 17/Stade Rochelais Rupella[5] (NM2 puis NM1)

## Palmarès
- Finaliste des Playoffs Pro B 2016 (Évreux)
- Champion de France NM1 2006 (Poitiers)
- Vice-champion de France Pro B 2008 (Poitiers)
- Champion de France Pro B 2009 (Poitiers)